# 意大利港务和海岸警卫队

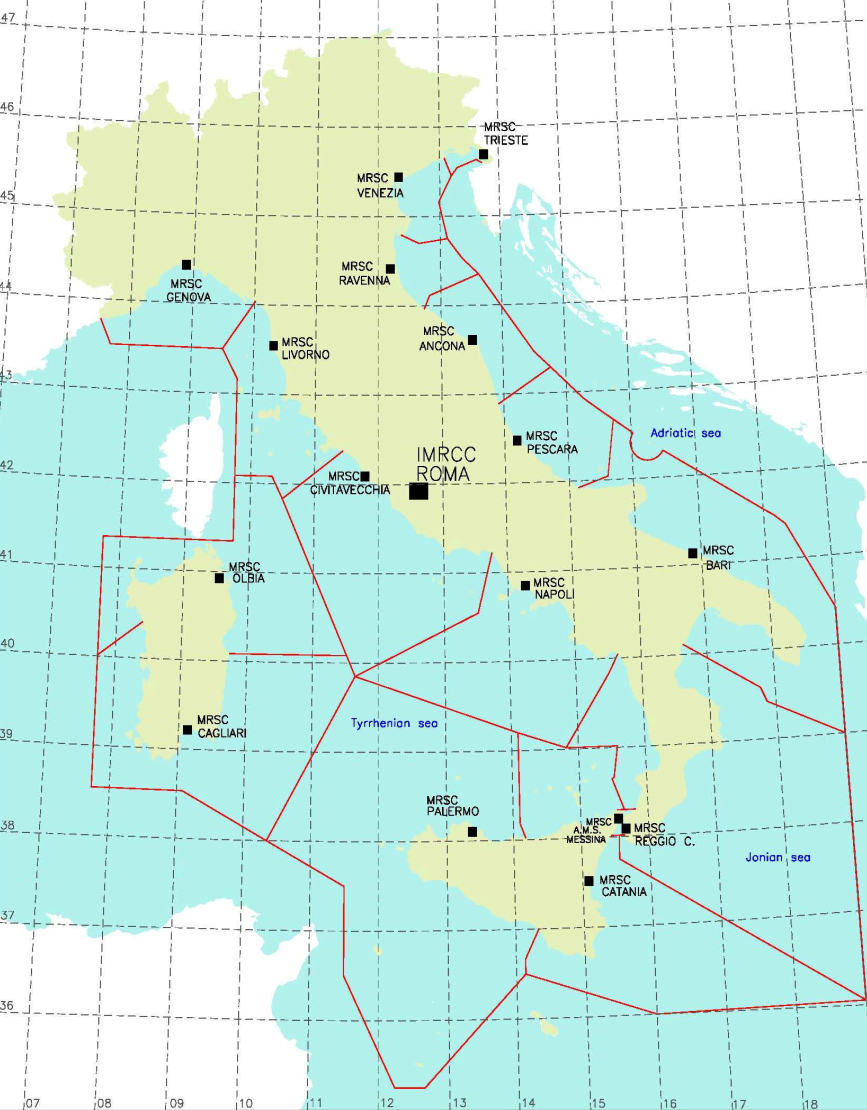
義大利港務和海岸警衛隊巡防區域圖

義大利港務和海岸警衛隊 (Corpo delle Capitanerie di porto – Guardia costiera) 是義大利的海岸防衛隊，隸屬於義大利海軍，受基礎設施和交通部管轄。其總部位於羅馬。

## 任務
義大利海岸警衛隊的任務包括：
- 搜尋及救援
- 海事執法
- 保護海洋資源
- 航行安全_
- 漁業保護與監管

## 外部連結
- Guardia Costiera homepage （页面存档备份，存于） （英語）